# 三貝哲
三貝 哲（みかい さとし、1964年12月23日 - ）は、日本の防衛書記官。防衛省九州防衛局長、防衛省大臣官房公文書監理官、内閣官房内閣審議官、内閣府政策統括官を経て、防衛省人事教育局長を務めた。

## 来歴・人物
広島県広島市出身。広島県立呉宮原高等学校を経て、1988年広島大学教育学部卒業。1989年防衛庁入庁。外務省出向等を経て、2006年陸上自衛隊中部方面総監部政策補佐官。2007年近畿中部防衛局企画部長。
2008年防衛省防衛政策局防衛政策課宇宙・海洋政策室長兼弾道ミサイル防衛室長。2013年内閣官房情報通信技術総合戦略室参事官。2015年防衛省整備計画局防衛計画課長。
2017年8月1日から防衛省九州防衛局長を務め、沖縄県への負担軽減策の一環として日出生台演習場で行われた日米共同訓練の地元対応にあたるなどした。
2019年4月1日内閣官房内閣審議官（内閣官房副長官補（事態対処・危機管理担当）付）。2021年防衛省大臣官房公文書監理官。2022年内閣官房内閣審議官（内閣官房副長官補付）兼内閣官房重要土地等調査法施行準備室長兼内閣官房経済安全保障法制準備室次長、国家安全保障局併任。同年、内閣府政策統括官 (重要土地担当) 。2023年防衛省人事教育局長。